# Lelisa Desisa
Lelisa Desisa (en amárico: ሌሊሳ ዴሲሳ, Shewa, 14 de enero de 1990) es un deportista etíope que compite en atletismo, especialista en la prueba de maratón.
Ganó dos medallas en el Campeonato Mundial de Atletismo, oro en 2019 y plata en 2013.
Obtuvo tres victorias en los Grandes Maratones: Boston (2013 y 2015) y Nueva York (2018).

## Palmarés internacional
| Campeonato Mundial | Campeonato Mundial | Campeonato Mundial | Campeonato Mundial |
| Año                | Lugar              | Medalla            | Prueba             |
| ------------------ | ------------------ | ------------------ | ------------------ |
| 2013               | Moscú (Rusia)      | Medalla de plata   | Maratón            |
| 2019               | Doha (Catar)       | Medalla de oro     | Maratón            |

## Resultados internacionales
| Fecha | Competición                         | Lugar                       | Posición          | Tipo          | Marca   |
| ----- | ----------------------------------- | --------------------------- | ----------------- | ------------- | ------- |
| 2010  | Campeonato Mundial de Media Maratón | Nankín (China)              | Medalla de bronce | Equipo        | 3:05:26 |
| 2011  | Juegos Panafricanos                 | Maputo (Mozambique)         | Medalla de oro    | Media maratón | 1:04:31 |
| 2013  | Maratón de Dubái                    | Dubái (EAU)                 | Medalla de oro    | Maratón       | 2:04:45 |
| 2013  | Maratón de Boston                   | Boston (Estados Unidos)     | Medalla de oro    | Maratón       | 2:10:22 |
| 2013  | Campeonato Mundial                  | Moscú (Rusia)               | Medalla de plata  | Maratón       | 2:10:12 |
| 2014  | Maratón de Nueva York               | Nueva York (Estados Unidos) | Medalla de plata  | Maratón       | 2:11:06 |
| 2015  | Maratón de Boston                   | Boston (Estados Unidos)     | Medalla de oro    | Maratón       | 2:09:17 |
| 2015  | Maratón de Nueva York               | Nueva York (Estados Unidos) | Medalla de bronce | Maratón       | 2:12:10 |
| 2016  | Maratón de Boston                   | Boston (Estados Unidos)     | Medalla de plata  | Maratón       | 2:13:32 |
| 2017  | Maratón de Nueva York               | Nueva York (Estados Unidos) | Medalla de bronce | Maratón       | 2:11:32 |
| 2018  | Maratón de Nueva York               | Nueva York (Estados Unidos) | Medalla de oro    | Maratón       | 2:05:59 |
| 2019  | Campeonato Mundial                  | Doha (Catar)                | Medalla de oro    | Maratón       | 2:10:40 |